# Балка з степовою рослинністю
Балка з степовою рослинністю — ботанічний заказник місцевого значення. Об'єкт розташований на території Кам'янсько-Дніпровського району Запорізької області, Заповітненська сільська рада.
Площа — 5,7 га, статус отриманий у 1990 році.